# Tullarns äng
Tullarns äng este o arie protejată (sit de importanță comunitară — SCI) din Finlanda întinsă pe o suprafață de 12,32 ha, din care 16 % marine.

## Localizare
Centrul sitului Tullarns äng este situat la coordonatele 60°05′39″N 19°56′55″E / 60.09429°N 19.94865°E.

## Înființare
Situl Tullarns äng a fost declarat sit de importanță comunitară în octombrie 2020 pentru a proteja un număr necunoscut de specii din flora spontană și fauna sălbatică aflate în arealul zonei.

## Biodiversitate
Situată în ecoregiunea boreală, aria protejată conține 3 habitate naturale: Pășuni de coastă din Baltica boreală, Pajiști din zone de pădure fino-scandinave, Pășuni din zone de pădure fino-scandinave.
La baza desemnării sitului se află un număr nedeclarat de specii protejate.
Pe lângă speciile protejate, pe teritoriul sitului au mai fost identificate 5 specii de plante.